# 我也要
〈我也要〉是美國歌手兼詞曲作家梅根·崔娜簽進大廠牌後為她第二張錄音室專輯《超感謝》錄製的歌曲，由崔娜、艾瑞克·弗雷德里克、雅各·卡舍·欣德林、傑森·德勞萊奧、彼得·斯文森編寫，瑞奇·里德製作，於2016年5月5日作為專輯第二首單曲發行。這首電子和R&B風格歌曲含有關於自愛和自我賦權的歌詞，並激勵聽眾對自己更自信滿足。歌曲發行後得到褒貶不一的評價，一些樂評人批評崔娜自吹自擂。
〈我也要〉在商業上交出不俗的成績，在美國《告示牌》百大單曲榜上排名第13位，並獲得美國唱片業協會三重白金認證，更在澳洲和加拿大獲得四重白金認證。由漢娜·勒克斯·戴維斯執導的〈我也要〉音樂錄影帶於2016年5月9日上傳到Vevo，由於未經准許對她的身體做後期修飾，崔娜在上傳同日要求將其刪除。未經修飾的影片在隔天發布，當中她身穿長頸鹿連身衣與隨行人員旅行、試穿不同衣服，並以與伴舞者跳舞作結。崔娜曾與現場樂團和舞者在《吉米A咖秀》、《今日秀》、《日出》、Charts Center和《早安美國》表演這首歌，她亦在不能觸碰巡迴演唱會期間演唱此曲。

## 背景與構成
在與廠牌主席L.A. 瑞德發生分歧後，梅根·崔娜與雅各·卡舍·欣德林和製作人瑞奇·里德共同創作了單曲〈沒可能〉。最終，這首歌改變其專輯的創作方向，他們開始嘗試新的音樂風格並製作出另外6首曲目。〈我也要〉由崔娜、艾瑞克·弗雷德里克、欣德林、彼得·斯文森創作，里德製作。2016年5月2日，崔娜在標上#MeToo主題標籤的推文中表示她的第二張大廠牌錄音室專輯《超感謝》中的第二首單曲將在不久後釋出。那天稍晚，她分享音樂錄影帶的劇照集。歌曲於5月5日以數位形式發行。〈我也要〉以E小調的四四拍子寫成，每分鐘達120-126拍。崔娜的音域範圍下至B3，上至B4。
〈我也要〉是一首帶有賦權訊息的電子和R&B歌曲。歌曲主歌的配樂被設計的極為簡約，只包含一條低音聲線、彈指聲以及啵啵聲的節奏口技，緊隨其後的是R&B導歌。歌詞講述崔娜有多愛自己，以及「為什麼我們都應該像她一樣」。在被Fuse的向農·馬赫（Shannon Mages）形容為「琅琅上口」的副歌中，崔娜唱道：「If I was you, I'd wanna be me too」（如果我是你，我也要成為我）。據《今日美國》的艾琳·詹森（Erin Jensen）稱，這首歌展現崔娜的勇敢和自信，以及她良好的「自我感覺」。歌曲將焦點聚焦在獲得自尊和自信上。由於其「愚蠢的長頸鹿服裝、舞團和開玩笑的吹噓」，它的組成部分被形容倒退回PSY2012年的歌曲〈江南Style〉。

## 專業評價
〈我也要〉得到樂評界褒貶不一的評價。《Newsday》的格倫·甘博亞（Glenn Gamboa）表示，崔娜在這首歌中所使用的「靈活低音聲線」宛如出道前十年的小甜甜布蘭妮。為andPop撰文的瑞貝嘉·瑪蒂娜（Rebecca Matina）認為將類似迴響貝斯的節拍與爵士/放克副歌結合起來並沒有達到無縫融合的效果，而是凸顯了主歌「俱樂部」的氛圍，並評論副歌「熱情奔放」。《偏锋杂志》的亞歷克薩·坎普（Alexa Camp）對這首歌持批評態度，稱其為「積極的空洞練習，將妄想的自負與自我價值相混淆」。《衛報》的麥可·克拉格（Michael Cragg）也批評這首歌，指稱它的「吹牛」聽起來放錯地方。《諾克斯維爾新聞前哨》的查克·坎貝爾（Chuck Campbell）寫道，崔娜在靈巧低音和彈指上傾注全力，但她自信的狂言似乎只是嘴炮。
《Spin》的丹·維斯（Dan Weiss）以「威廉變成蘇菲」（Will.i.am-goes-Sophie）來稱呼這首歌，並將其比作「充滿活力的Gap廣告」。 《娱乐周刊》的伊莎貝拉·比登哈恩（Isabella Biedenharn）將歌曲與專輯曲目〈愛自己〉（"I Love Me"）相比，寫道它們是「片刻的自信巔峰，對那些珠寶是『冰』的沉醉日子的微妙點頭」。《纽约时报》的喬恩·卡拉曼尼卡評論稱「她笨拙地宣稱自愛：『Who's that sexy thang I see over there? / That's me, standin' in the mirror』（那位性感正妹是誰？／是我站在鏡子裡）」。MTV新聞的哈澤爾·席爾斯（Hazel Cills）對其寫道：「我們發現崔娜親吻她鏡中的倒影激起她大批酸民的中指，並告訴頑固的單身漢們對女子單身派對中容許的復古流行音樂收手」。她補充說，這首歌「跳動的低音節拍」是「為俱樂部準備好的」。為ABC新聞撰稿的艾倫·雷布爾（Allan Raible）表示，〈我也要〉本該是一首增強信心的歌曲，但最終淪為崔娜吹噓她脖子上的黃金以及她的V.I.P.身分。

## 商業成績
在美國，〈我也要〉以39的名次空降《告示牌》百大單曲榜，並於2016年8月13日當週攀升至最高位置第13名。同週，歌曲在數位歌曲榜上位列第4，在串流歌曲榜位列第26，並在百強電台歌曲榜位列第35。它在以色列媒體森林電視熱播榜登頂冠軍。在澳洲，〈我也要〉在澳洲唱片業協會榜上排行第4，在榜上駐足19週。在加拿大和法國，曲目分別取得第9和第98位。它在前者駐足24週，後者駐足11週。
〈我也要〉在瓜地馬拉亦獲得成功，在拉美監控榜取得第8位。在英國，〈我也要〉在英國單曲榜最高達到第84位。在其他地區，歌曲分別在德國和愛爾蘭排到第62、81位。歌曲因實體與串流等價銷量總和超過3,000,000首被美國唱片業協會認證為三白金唱片，更在澳大利亞和加拿大獲認證為四白金唱片，在墨西哥獲認證為金唱片。歌曲分別在澳洲和阿根廷各自的年終榜排名第51和57位，同時在加拿大和美國排在第33和62位。

## 音樂錄影帶

崔娜身體的後期修飾（左圖）引起爭議，導致MV從YouTube上刪除

### 背景
〈我也要〉的音樂錄影帶（MV）由漢娜·勒克斯·戴維斯執導，於2016年5月9日上傳到崔娜的官方Vevo和YouTube頻道。而在MV上架不久，網上開始出現她的影音截圖和關於她身材是否過於苗條的討論，起初崔娜還不解人們為何要「惡搞」她的腰，直到她去看了剛上傳的MV，才發現後製人員逕自將她的腰部拉長修細。之後崔娜聯繫了Vevo的負責人，要求將其刪除下架，又在Snapchat錄製一支短片表示，MV在沒經過她的同意下就向全世界公開，讓她非常尷尬。在5月10日發布的一段未剪輯的影片中，崔娜再次談到此項爭議：「我在飯店房間裡尖叫，[…] 我想『他們為什麼要這樣做？』我哭了。我試圖忍住淚水，因為我已經畫好了（妝），然後就像，『不要毀了它。去工作來忽略它』但我無法克制。」

### 概要
MV以崔娜從床上醒來並對著浴室的鏡子唱這首歌開場。她換上長頸鹿連身衣，動身前往攝影棚。到達那裡時她和隨行人員在更衣室試穿幾套衣服。她選擇了一件藍色亮片連衣裙，然後在一間裝設燈具的藍色房間，與一群穿著綠松色連衣裙的舞者共舞。

### 評價
《滾石》雜誌的一位作家稱讚這部MV「展示了崔娜和她的#小隊穿梭於洛杉磯的瑞贝卡·布莱克風格，戴著花哨的服裝首飾」；這是崔娜「#craycray生活中的又一天」。Vulture.com的哈莉·基弗（Halle Keifer）也對這部MV給予好評，她寫道：「梅根·崔娜在這兒有一頭漂亮的秀髮，站在一組單色的舞團面前」，「穿著骯髒的浴袍上班，而不是長頸鹿連身衣」。

## 現場演出
崔娜曾在《吉米A咖秀》、《早安美國》上與現場樂團和伴舞者表演了〈我也要〉。2016年6月21日，崔娜在《今日秀》上演唱了這首歌。她在《日出》和Charts Center有表演過〈我也要〉。這首歌是她2016年Jingle Ball巡迴演唱會和不能觸碰巡迴演唱會的歌單的一部分。它也出現在2018年電影《姐就是美》的配樂中。

## 排行榜
| 榜單（2016年）                         | 峰值 |
| -------------------------------------- | ---- |
| 澳大利亚（澳大利亚唱片业协会單曲榜）   | 4    |
| 奥地利（Ö3四十强单曲榜）               | 60   |
| 比利时佛兰德（Ultratip榜外單曲榜）     | 30   |
| 比利时瓦隆（Ultratip榜外單曲榜）       | 40   |
| 加拿大（Canadian Hot 100）             | 9    |
| 加拿大（《告示牌》Canada AC）          | 32   |
| 加拿大（《告示牌》Canada CHR）         | 15   |
| 加拿大（《告示牌》Canada Hot AC）      | 10   |
| 捷克（電台百強單曲榜）                 | 40   |
| 捷克（百強數位單曲榜）                 | 61   |
| 法国（法國唱片出版業公會單曲榜）       | 98   |
| 德国（德國官方單曲榜）                 | 62   |
| 瓜地馬拉（拉美監控）                   | 8    |
| 匈牙利（四十強單曲榜）                 | 30   |
| 愛爾蘭（愛爾蘭唱片音樂協會单曲榜）     | 81   |
| 以色列（媒體森林電視熱播榜）           | 1    |
| 拉脫維亞（拉脫維亞四十強榜）           | 26   |
| 墨西哥（拉美監控）                     | 20   |
| 墨西哥（《告示牌》墨西哥英語熱播榜）   | 2    |
| 紐西蘭（紐西蘭唱片音樂協會潛力新人榜） | 10   |
| 斯洛伐克（電台百強單曲榜）             | 68   |
| 斯洛伐克（百強數位單曲榜）             | 58   |
| 英國（官方榜单公司單曲榜）             | 84   |
| 美国（《告示牌》百大單曲榜）           | 13   |
| 美國（《告示牌》成人當代單曲榜）       | 23   |
| 美國（《告示牌》Adult Pop Airplay）    | 11   |
| 美國（《告示牌》Dance Club Songs）     | 28   |
| 美國（《告示牌》Pop Airplay）          | 12   |

| 榜單（2016年）                     | 峰值 |
| ---------------------------------- | ---- |
| 阿根廷（拉美監控）                 | 57   |
| 澳洲（澳洲唱片業協會單曲榜）       | 51   |
| 加拿大（加拿大百大單曲榜）         | 33   |
| 美國（《告示牌》百大單曲榜）       | 62   |
| 美國（《告示牌》成人四十大單曲榜） | 48   |

## 銷量認證
| 地區                           | 认证    | 认证单位/销量 |
| ------------------------------ | ------- | ------------- |
| 澳大利亚（澳大利亚唱片业协会） | 6× 白金 | 420,000‡      |
| 加拿大（加拿大音乐协会）       | 4× 白金 | 320,000‡      |
| 丹麦（國際唱片業協會丹麥分會） | 金      | 45,000‡       |
| 法国（法國唱片出版業公會）     | 金      | 100,000‡      |
| 德国（聯邦音樂產業協會）       | 金      | 200,000‡      |
| 墨西哥（墨西哥音像製品協會）   | 白金+金 | 90,000‡       |
| 波兰（波蘭音像製造商協會）     | 白金    | 50,000‡       |
| 英国（英国唱片业协会）         | 金      | 400,000‡      |
| 美国（美國唱片業協會）         | 3× 白金 | 3,000,000‡    |
| ‡僅含認證的+實際銷量           |         |               |

## 發行歷史
| 地區 | 日期          | 格式         | 廠牌 | 參考   |
| ---- | ------------- | ------------ | ---- | ------ |
| 美國 | 2016年5月5日  | 數位下載     | 史詩 | [ 7 ]  |
| 美國 | 2016年5月16日 | 當代成人電台 | 史詩 | [ 94 ] |
| 美國 | 2016年5月17日 | 40強電台     | 史詩 | [ 95 ] |
| 英國 | 2016年6月9日  | 當代流行電台 | 史詩 | [ 96 ] |